# Johann Valentin Meidinger (Verlagsbuchhändler)
Johann Valentin Meidinger (* 23. Januar 1797 in Frankfurt am Main; † 1851) war ein deutscher Verlagsbuchhändler und Abgeordneter.

## Leben
Johann Valentin Meidinger war der Sohn seines gleichnamigen Vaters, des Autors und Verlagsbuchhändlers Johann Valentin Meidinger (1756–1822) und dessen Ehefrau Susanna Maria Schmidt. Seine Brüder waren Johann Heinrich Meidinger (1792–1867) und Johannes (1799–1843; Pfarrer in Niederrad, Vater von Heinrich Meidinger). Er war verheiratet. Seine Tochter Bertha heiratete Karl Gutzkow.
Meidinger übernahm das väterliche Verlagsgeschäft in Frankfurt am Main.
Nach der Märzrevolution wurde er 1848 in die Constituierende Versammlung der Freien Stadt Frankfurt gewählt.